# Бахов, Афанасий
Афанасий Ба́хов (год рождения неизвестен — ум. в 1762 г.) — купец из Великого Устюга XVIII ст., русский путешественник по Северному Ледовитому океану.
В 1747 году после удачной попытки Е. Басова, он, будучи поверенным сольвычегодского купца Жилкина, вместе с якутским купцом Новиковым на паях с другими промышленниками построил небольшое судно «Перкуп и Зант» в устье реки Анадыря, и на нем 30 мая 1748 года отправился в море на бобровый промысел к Камчатке, затем возглавив экспедицию к берегам Северной Америки. Вместе с Баховым экспедицию возглавляли Семён Новиков и казачий подпрапорщик Тимофей Перевалов. Погода благоприятствовала плаванию, и 13 июля судно достигло берегов Америки. Но у Берингова острова их судно было сорвано с якоря и разбито во время внезапного шторма. Уцелевшие участники экспедиции (в числе прочих погиб С. Новиков) были вынуждены зимовать на одном из Командорских островов. Весной команда построила новое судно из останков разбитого корабля капитана В. Беринга и выкинутого на берег леса, построили небольшое судно и продолжила путь.
Зазимовав на острове Медном, 14 августа 1749 года судно Бахова и Перевалова достигло Камчатки. В результате плавания Т. Переваловым была составлена «Карта уезда города Якутска, Чукотской землицы, земли Камчатки с около лежащими местами и часть Америки с около её лежащими островами».
Здесь большерецкая канцелярия отобрала у Бахова его суденышко в казну за употребление казенного материала из судна экспедиции капитана Беринга и запретила впредь приставать к Берингову острову и заниматься там промыслами. Это запрещение вскоре было нарушено, а судно спустя 7 лет было отдано купцу Жилкину.
А. Бахов после этого плавания занимался промыслом мамонтовой кости у северных берегов Сибири.
В 1755 году Бахов с якутским купцом Шалауровым получил разрешение предпринять путешествие для отыскания морского пути на Камчатку, но отправился в путь только в 1760 году.
Около 1757 года он вместе со своим земляком, устюжским купцом Никитой Шалауровым, на корабле «Вера, Надежда, Любовь» с командой в 75 человек, спустился вниз по р. Лене с намерением добраться до Чукотского носа. Перезимовав в устье Вилюя, они 20 июля 1758 года отправились к р. Яне, куда прибыли в сентябре. Пробыв здесь два года, они двинулись далее, в июле 1760 года достигли р. Индигирки, а в сентябре того же года дошли до р. Колымы, проплыв 760 верст. Здесь они оставались два года.
В 1762 года Шалауров, не поладивши с Баховым, сам отправился к Шелагскому мысу — самой северной точки Чукотки, успел исследовать залив Чаунская губа, но полярные льды заставили его возвратиться в Колымское устье, где он нашёл Афанасия Бахова мертвым. По одним сведениям А. Бахов умер на Колыме от цинги, а по другим — был убит воинственными чукчами.